# (3756) Ruscannon
(3756) Ruscannon – planetoida z pasa głównego asteroid okrążająca Słońce w ciągu 3 lat i 279 dni w średniej odległości 2,42 j.a. Została odkryta 25 czerwca 1979 roku w Siding Spring Observatory przez Eleanor Helin i Schelte Busa. Nazwa planetoidy została nadana na cześć Russella Davida Cannona, brytyjskiego astronoma. Przed jej nadaniem planetoida nosiła oznaczenie tymczasowe (3756) 1979 MV6.